# Stoten (spoorwegen)
Stoten is het met een rangeerlocomotief duwen van een niet aan deze loc gekoppeld rangeerdeel, dat na stoppen van de loc doorrijdt naar het gewenste verdeelspoor en daar wordt afgeremd met remschoenen.
Doel van het stoten is het sorteren van wagens op bestemming.
Benodigde infrastructuur:
- een uithaalspoor (stootspoor genoemd) van voldoende lengte met een directe toegang tot de verdeelsporen;
- verdeelsporen;
- eventueel aan het begin van het uithaalspoor een inrichting die aangeeft hoe ver de loc van het einde van het uithaalspoor verwijderd is.